# Jan Filip Libicki

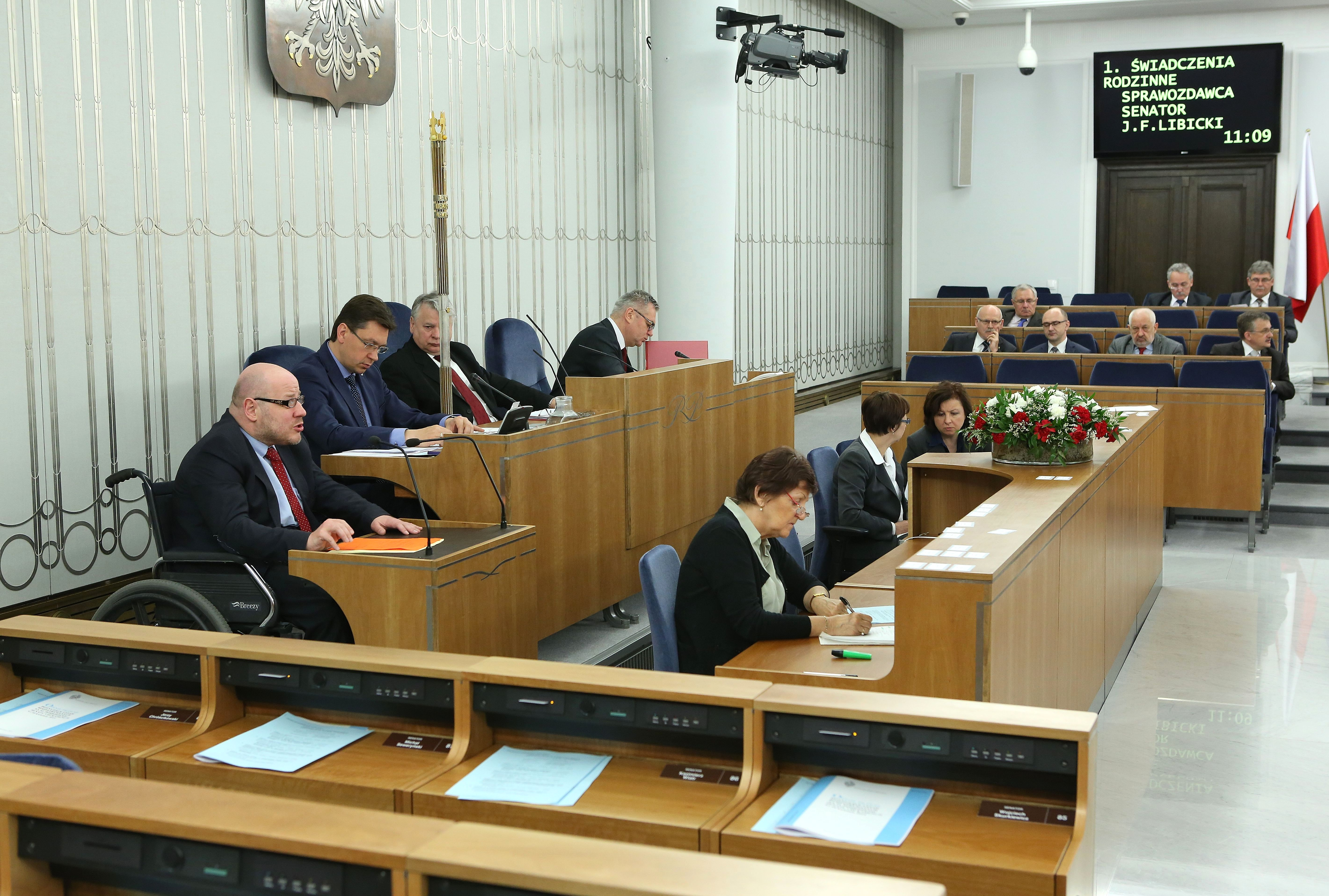
Jan Filip Libicki przemawiający podczas 52. posiedzenia Senatu VIII kadencji

Jan Filip Libicki (ur. 17 stycznia 1971 w Poznaniu) – polski polityk, historyk, poseł na Sejm V i VI kadencji, senator VIII, IX, X i XI kadencji.

## Życiorys

### Wykształcenie i praca zawodowa
W 1996 ukończył studia na Wydziale Historycznym Uniwersytetu im. Adama Mickiewicza w Poznaniu. W latach 1994–2002 był właścicielem biura tłumaczeń. Od 1997 do 2005 pracował jako asystent przewodniczącego rady nadzorczej spółki akcyjnej EDICA. W latach 1999–2002 był doradcą prezesa Państwowego Funduszu Rehabilitacji Osób Niepełnosprawnych. W okresie 2000–2005 był wiceprezesem zarządu Towarzystwa Dziedzictwa Wielkopolskiego. Członek Klubu Zachowawczo-Monarchistycznego oraz Stowarzyszenia Pracowników, Współpracowników i Przyjaciół Rozgłośni Polskiej Radia Wolna Europa Imienia Jana Nowaka-Jeziorańskiego.

### Działalność polityczna
Od 1989 należał do Zjednoczenia Chrześcijańsko-Narodowego, w 2001 przystąpił do Przymierza Prawicy, następnie w 2002 do Prawa i Sprawiedliwości. Od 2002 do 2005 zasiadał w radzie miasta Poznania.
W wyborach parlamentarnych w 2005 z listy Prawa i Sprawiedliwości uzyskał mandat posła w okręgu poznańskim liczbą 17 503 głosów. W wyborach w 2007 bez powodzenia ubiegał się o reelekcję. Ślubowanie poselskie złożył jednak 22 stycznia 2008, zastępując Zytę Gilowską, która zrezygnowała z mandatu poselskiego. Był m.in. wiceprzewodniczącym Polsko-Tajwańskiego Zespołu Parlamentarnego.
9 kwietnia 2009 zrezygnował z członkostwa w Prawie i Sprawiedliwości (formalnie przestał być członkiem partii 14 lipca 2010). 21 października 2009 został członkiem utworzonego tego dnia koła parlamentarnego Polska Plus, a 9 stycznia 2010 pełnomocnikiem nowej partii o tej samej nazwie na województwo wielkopolskie. Po samorozwiązaniu partii (z której wówczas wystąpił) 24 września tego samego roku nie przystąpił do PiS i ponownie został posłem niezrzeszonym, a 23 listopada 2010 został członkiem nowo utworzonego klubu parlamentarnego Polska Jest Najważniejsza. Nie przystąpił do zarejestrowanej w marcu 2011 partii PJN, a 9 czerwca tego samego roku zrezygnował z zasiadania w klubie parlamentarnym, decyzję uzasadniając brakiem deklaracji o wykluczeniu współpracy z PiS. 12 lipca tego samego roku został przyjęty do klubu parlamentarnego Platformy Obywatelskiej, po czym został z jej ramienia wybrany do Senatu w wyborach parlamentarnych w 2011 w okręgu nr 89. W kwietniu 2012 został członkiem PO.
W 2015 ponownie uzyskał mandat senatora, otrzymując 54 354 głosy. 18 czerwca 2018 ogłosił swoje odejście z Platformy Obywatelskiej w geście poparcia dla trójki posłów wykluczonych z partii za złamanie dyscypliny partyjnej w głosowaniach nad projektami dotyczącymi aborcji. 16 października 2018 wstąpił do Polskiego Stronnictwa Ludowego i klubu PSL-UED. W wyborach w 2019 z ramienia PSL z powodzeniem ubiegał się o senacką reelekcję, otrzymując 105 042 głosy. W X kadencji Senatu objął funkcję przewodniczącego Komisji Rodziny, Polityki Senioralnej i Społecznej.
W 2023 jako kandydat koalicji Trzecia Droga po raz czwarty z rzędu uzyskał mandat senatora, zdobywając 119 190 głosów. W 2024 z ramienia tej koalicji bez powodzenia startował w wyborach do Parlamentu Europejskiego z okręgu nr 7 (otrzymał 10 544 głosy).

## Życie prywatne
Jest synem Marcina i Anny, wnukiem Janusza Libickiego i prawnukiem Stanisława Libickiego. Dotknięty jest porażeniem mózgowym, porusza się na wózku inwalidzkim.